# Aerides huttonii
Aerides huttonii là một loài thực vật có hoa trong họ Lan. Loài này được (Hook.f.) A.H.Kent mô tả khoa học đầu tiên năm 1891.